# Rabsztyn (hrad)
Rabsztyn je zřícenina hradu, který je součástí turistické stezky Orlích hnízd v Krakovsko-čenstochovské juře. Hrad Rabsztyn se nachází na území malé vsi stejného jména, na Rabsztynském kopci (447,5 m). Prvně je zmiňován již ve 13. století. Původně to bylo pouze zděné opevnění, které se teprve ve 14. století stalo součástí obranného opevnění, které mělo bránit  expanzi západních sousedů. Název hradu pochází z německého názvu Rabestein (havranní skála).

## Historie
Původní hrad, zmiňovaný ve 13. století, byl dřevěný. Zděný byl postaven za vlády Kazimír III. Velikého, v době kdy se hrady staly součástí zabezpečení proti expanzi z východu. Polský král Ludvík I. Veliký předal hrad knížeti Władysławovi Opolczykovi spolu s dalšími budovami. V roce 1439 zde krátce působila konfederace polských husitů proti krakovskému biskupovi Zbigniewu Oleśnickému, avšak v roce 1441 byl hrad zkonfiskován královskou pokladnou a poté jej dal králem do držby (pronájem). V této podobě přešel hrad jako věno Jadwigy z Książe do rukou Andrzeje Tęczyńského a v roce 1442 byl hrad na příkaz krále zpevněn. Následně hrad měnil své majitele, až na počátku 17. století nechal pravděpodobně jeho majitel Zygmunt Myszkowski hrad rozšířit v renesančním stylu. Na úpatí horního hradu byl postaven dolní hrad s tříkřídlým palácem se dvěma patry a 40 místnostmi. Celý komplex byl od zbytku kopce oddělen hradbou s branovou věží a hlubokým příkopem. Později však hrad částečně ztratil obranný charakter v souvislosti s vývoji střelných zbraní. V roce 1657 ustupující švédská armáda hrad vyplenila a zničila, o čemž svědčí lustrace z roku 1660. Hrad pak již nebyl nikdy obnoven. Částečně byl ještě používán až do začátku 19. století a poté byl opuštěn zcela.

## Rekonstrukce
Aby bylo možné hrad zpřístupnit veřejnosti, vyžádal si její neutěšený stav provedení rozsáhlých rekonstrukčních prací.
- Chybějící části jižních sklepních stěn byly doplněny a suterén byl zajištěn provedením železobetonové desky nad ním. V suterénu je podlaha z dolomitových desek a zavěšený strop ve tvaru, který usnadňuje čtení původní valené klenby.
- V prostoru suterénních místností byla provedena ocelová schodiště s podestami a madly.
- V hradní věži a obvodových západních a jižních zdech byly provedeny práce, aby byl průběh hradeb lépe čitelný, zejména: oprava kamenných zdí a provedení přístavby a částečné nástavby. Nad přízemní místností věže byla provedena ochranná stropní deska, povrch byl položen na stropní desku nad suterénem z lámaných kamenných a dolomitových desek.
- Místnosti západní trasy středního oddělení byly zajištěny provedením střechy s ocelovou a skleněnou konstrukcí, včetně založení konstrukčních kůlů na základových patkách. Střecha je pokryta titanzinkovým plechem. Žlab, tepelná izolace a strop jsou ze sádrokartonu ve sklonu střechy.
- Bylo provedeno odvodnění teras a ocelový most přes studnu.
vytvořením trvalé střechy a zasklením stěn. Všechna tato díla na ochranu a lepší čitelnost historických hradeb představují další etapu dosažení stanovených zastřešujících cílů, kterými jsou ochrana kulturního dědictví a jeho přístup k návštěvníkům.
V roce 2009 dána do užívání strážní věž a hlavní brána  .

## Galerie

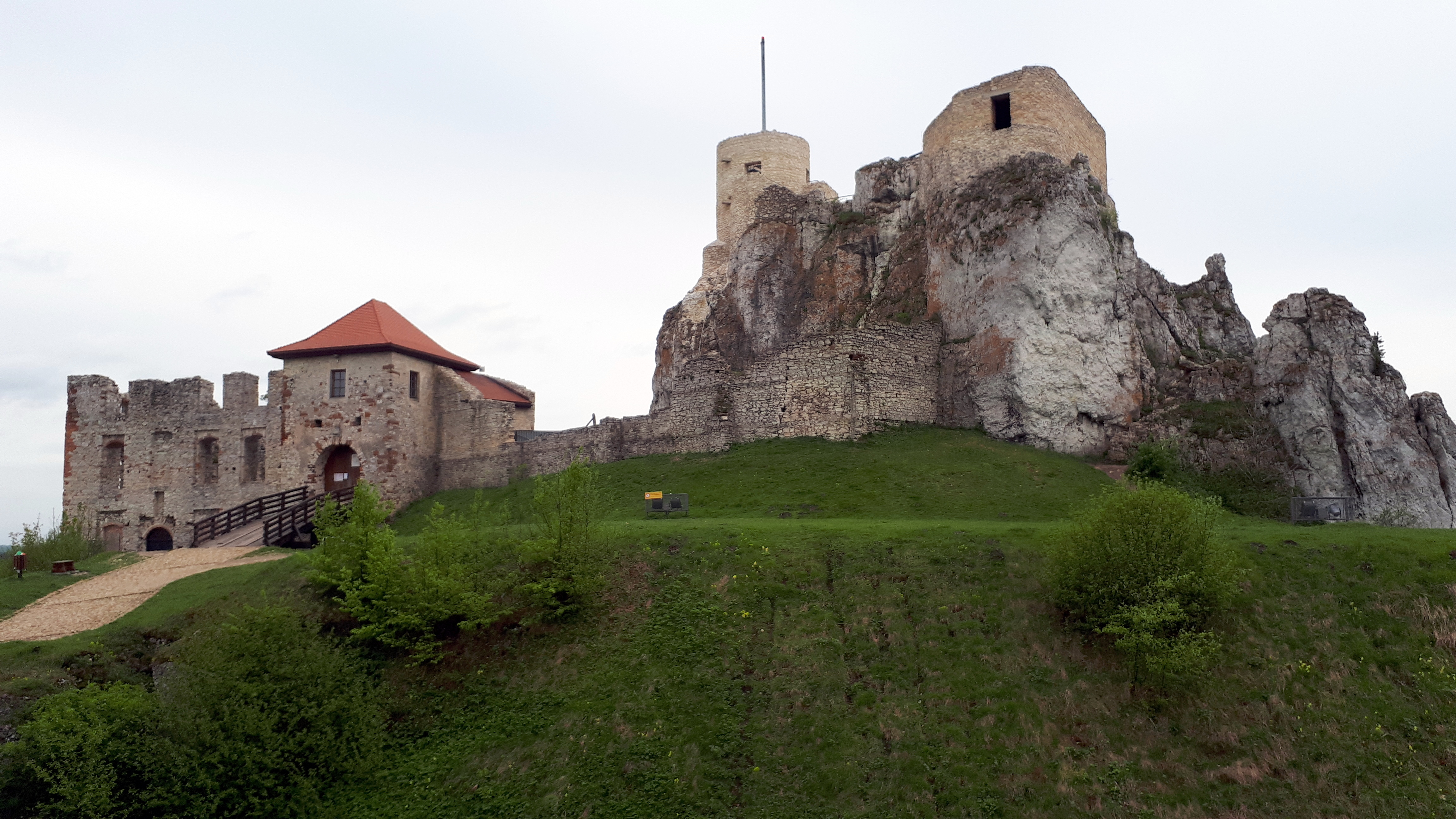
ZamekRabsztyn
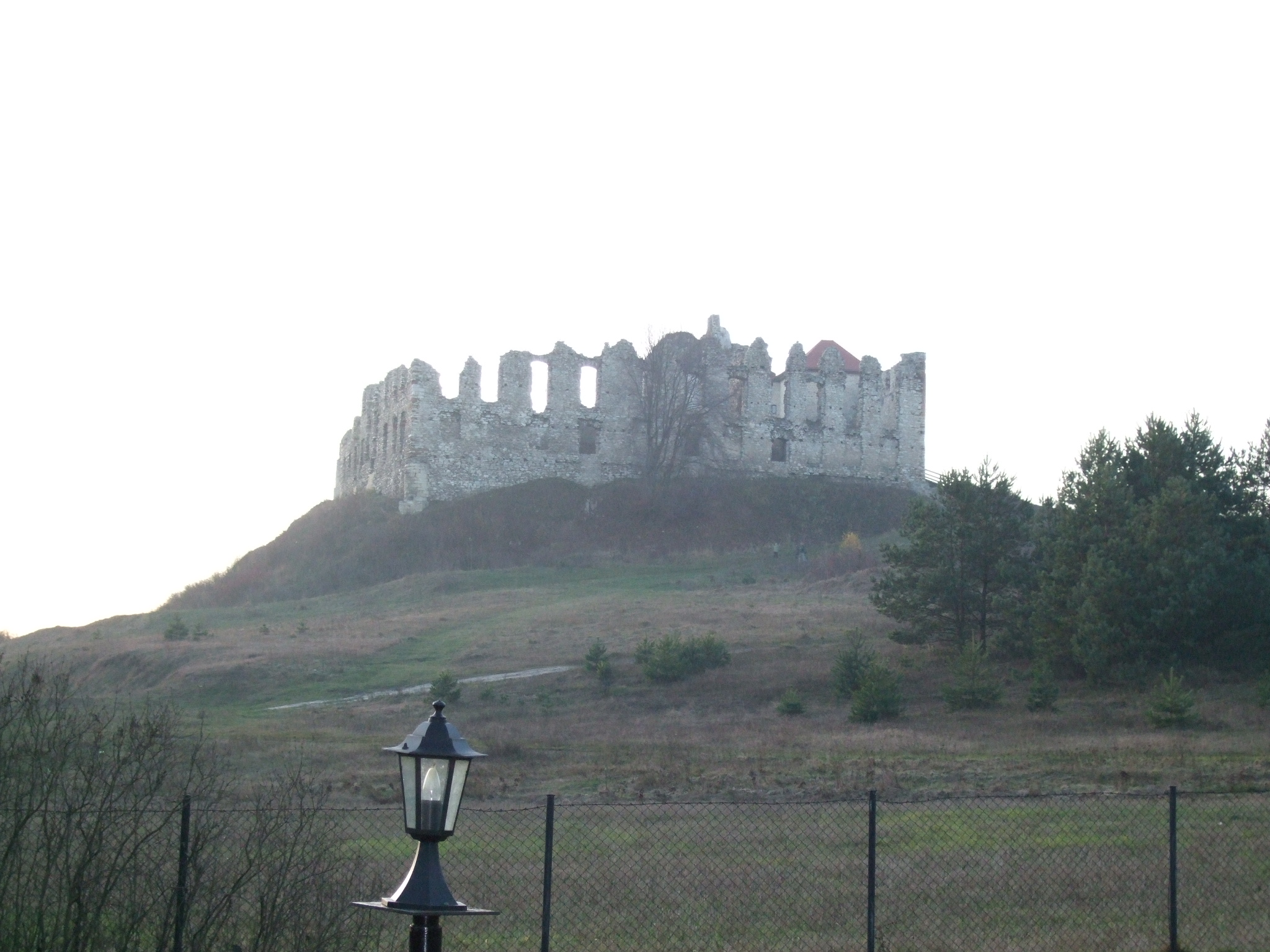
Rabsztyn ruina
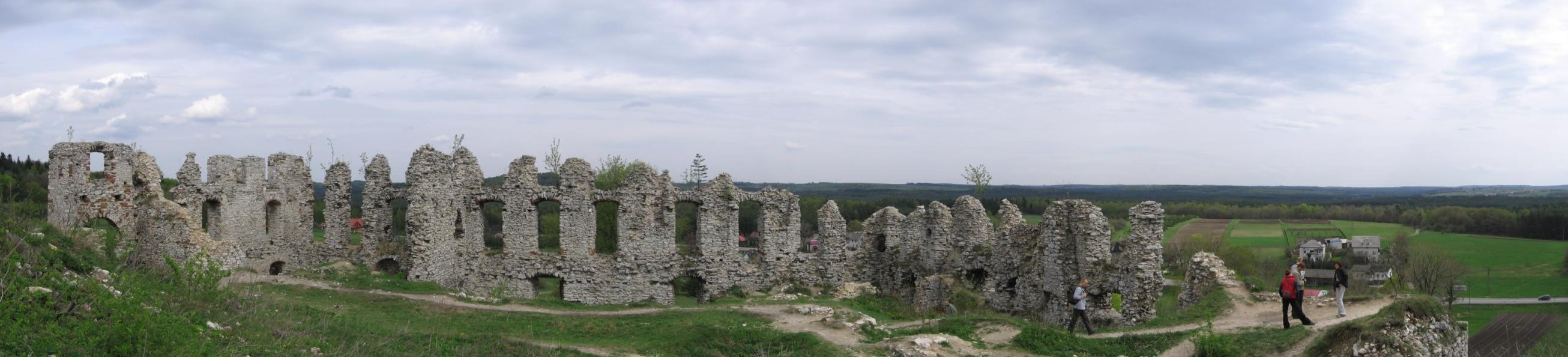
Rabsztyn
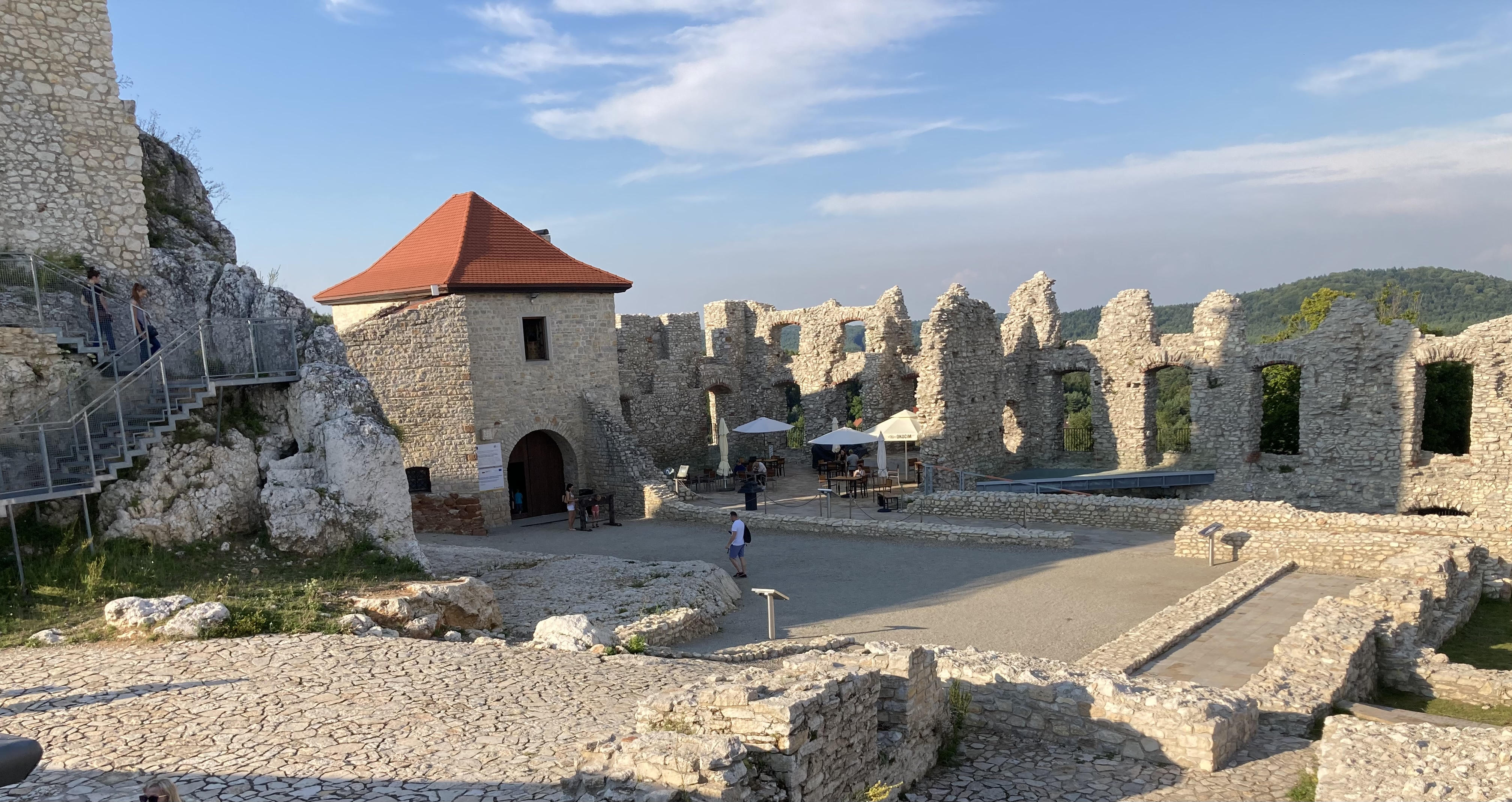
Dziedziniec zamku Rabsztyn
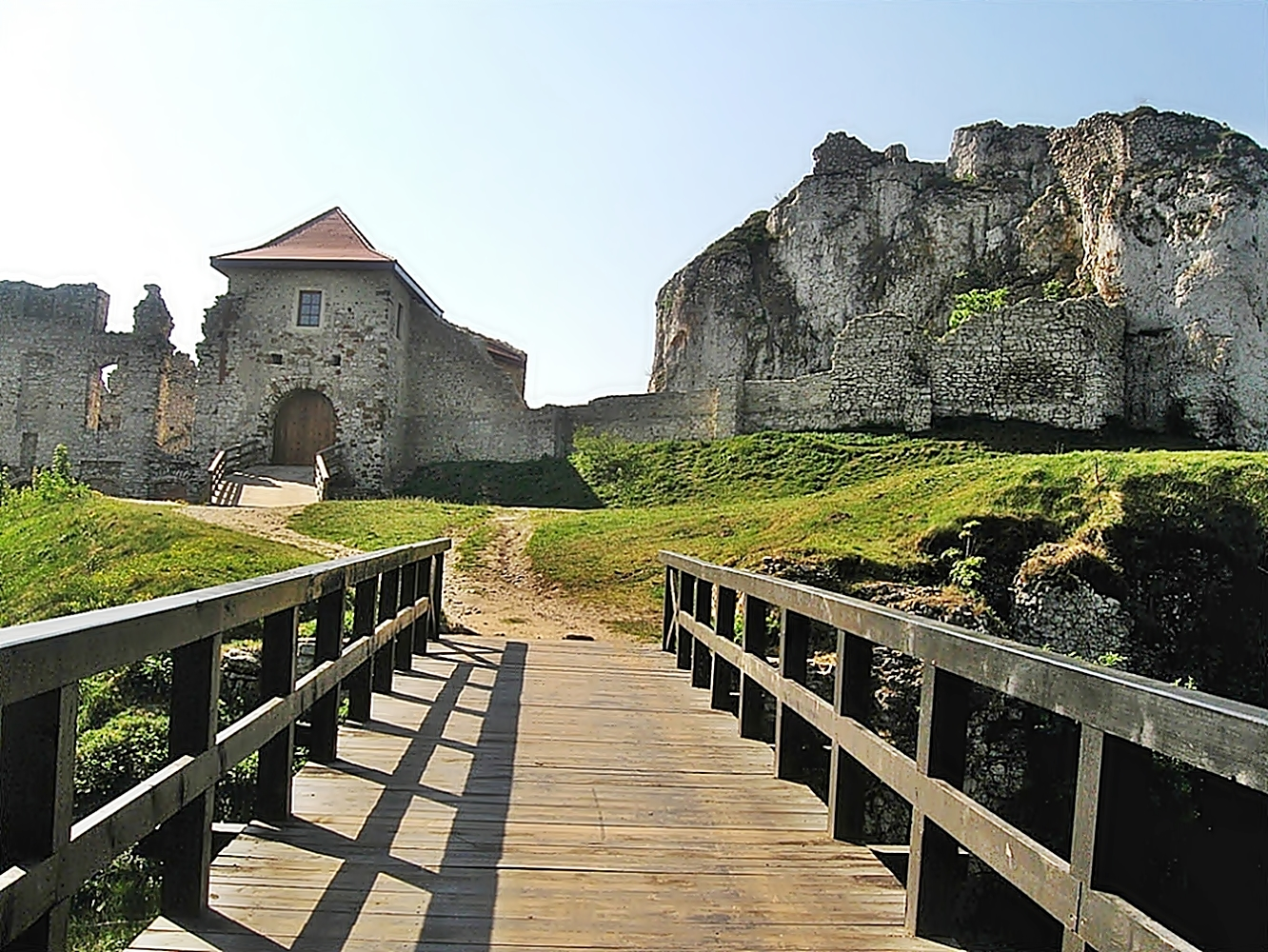
Rabsztyn - zamek...
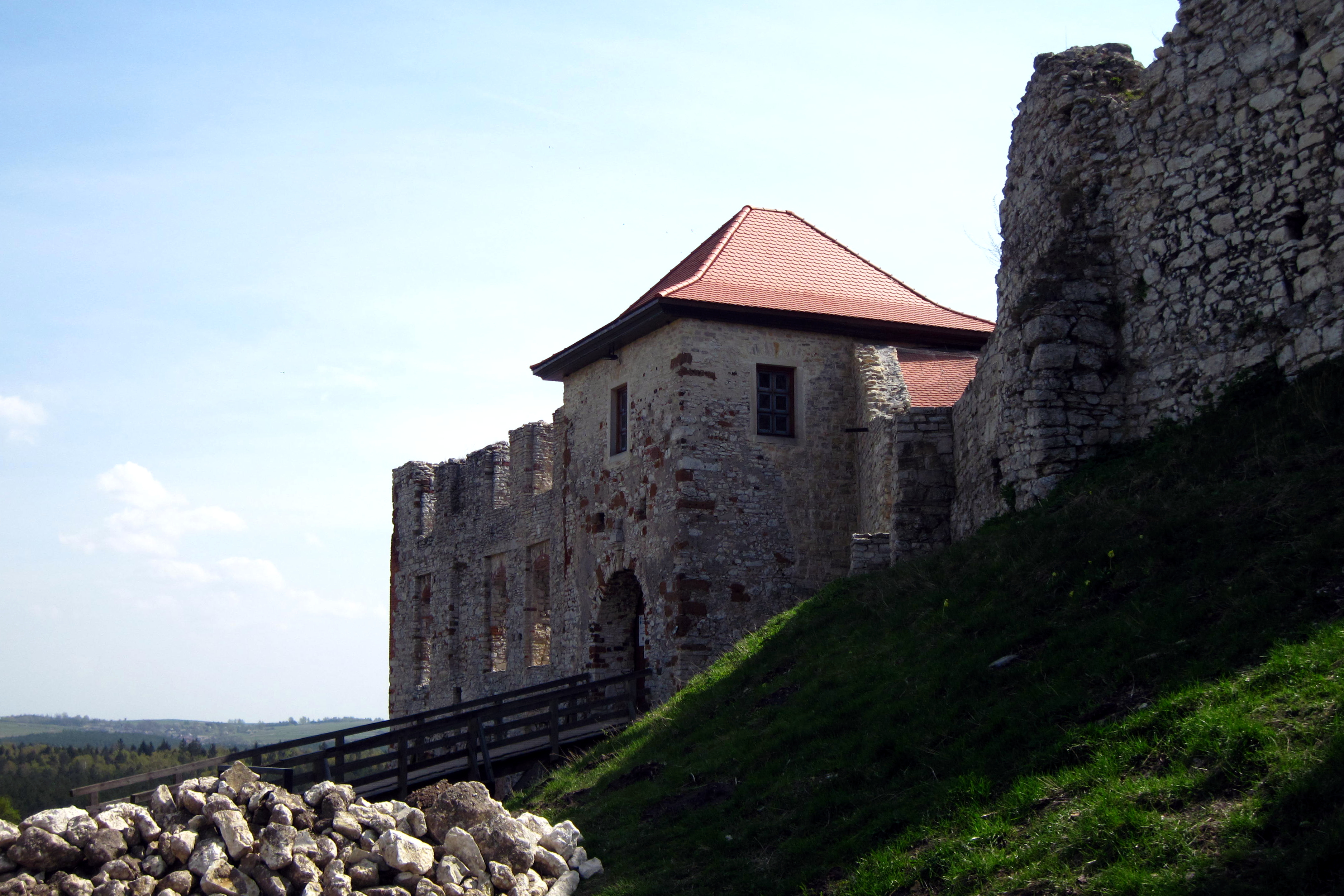
Rabsztyn Zamek Brama
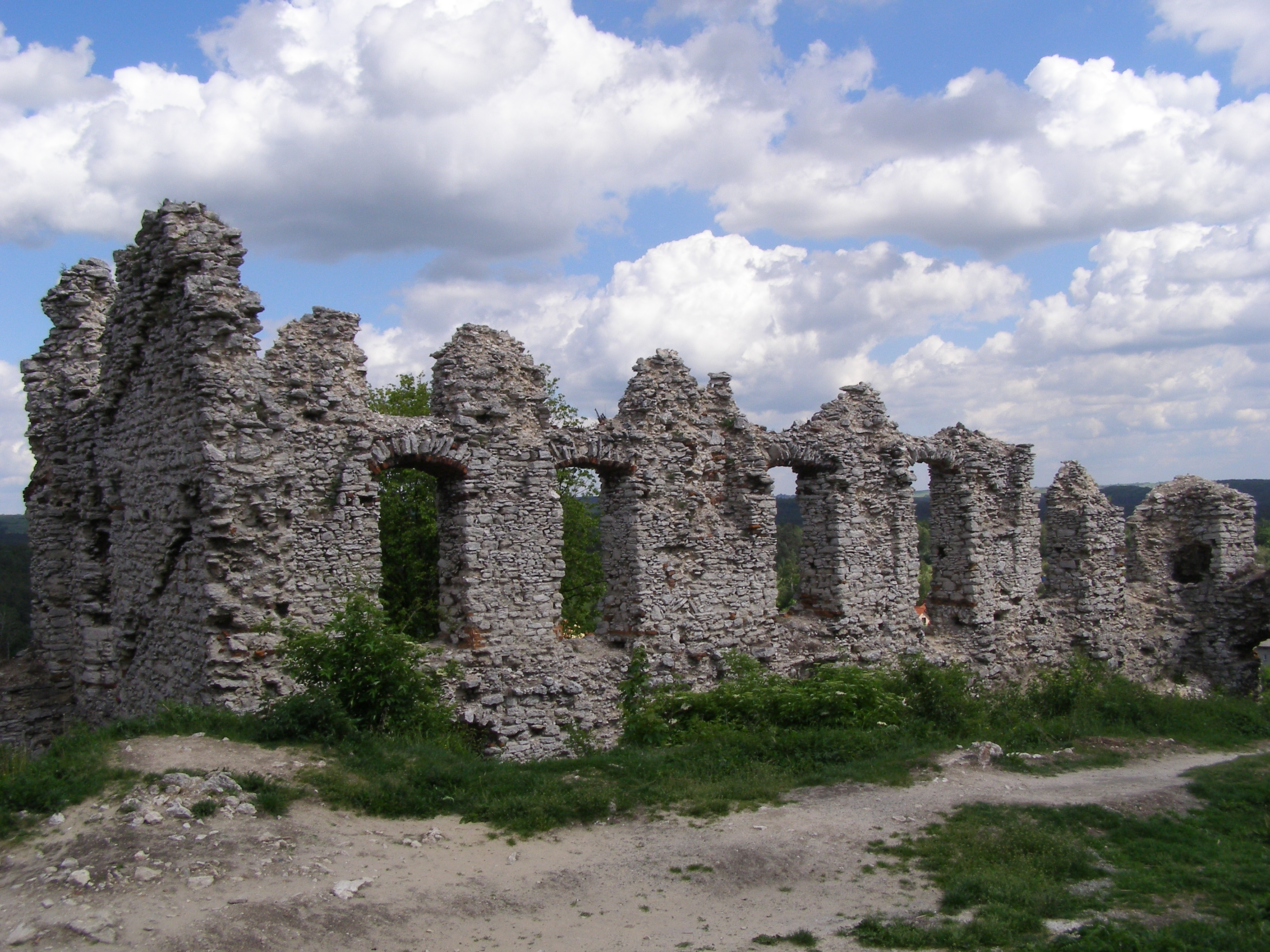
Rabsztyn ruiny zamku
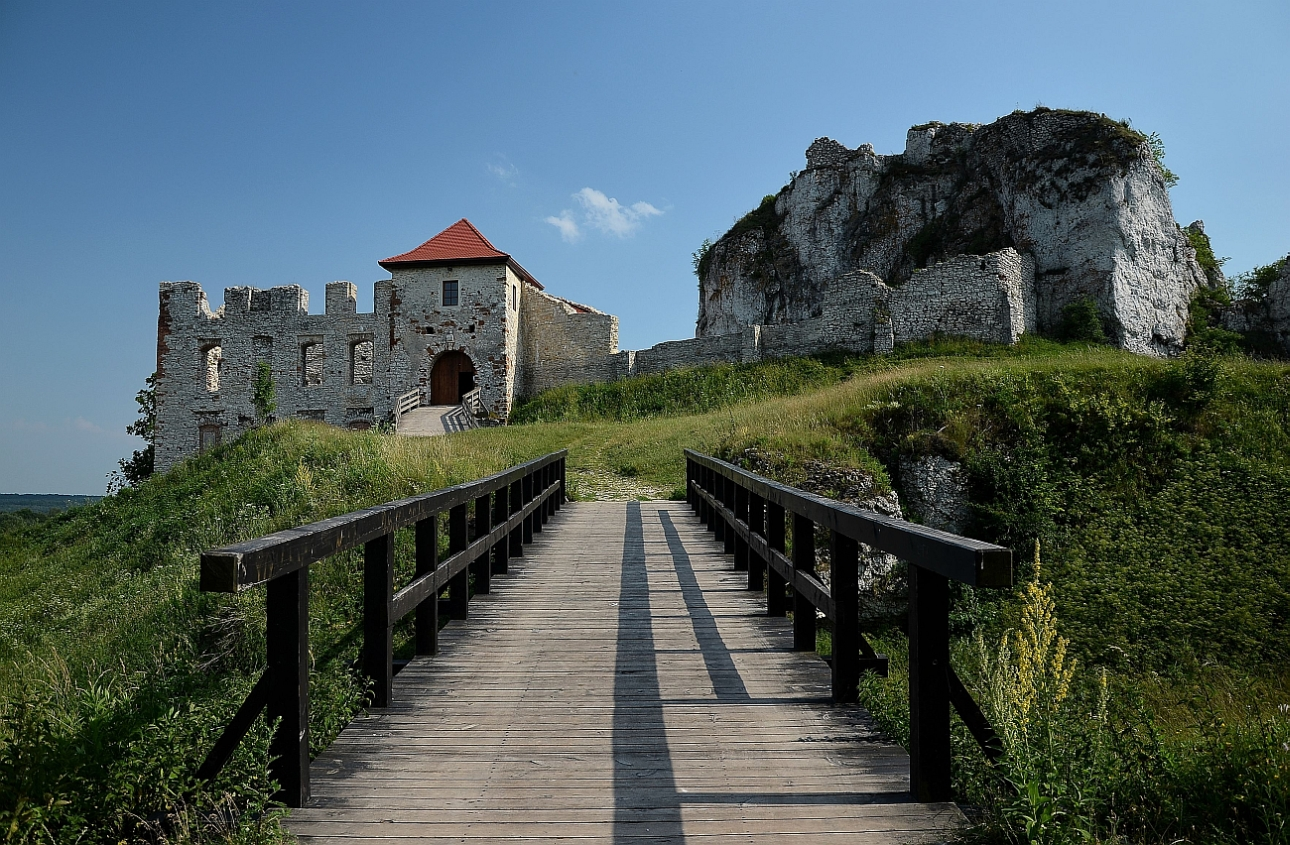
Rabsztyn Zamek 01 GREGY
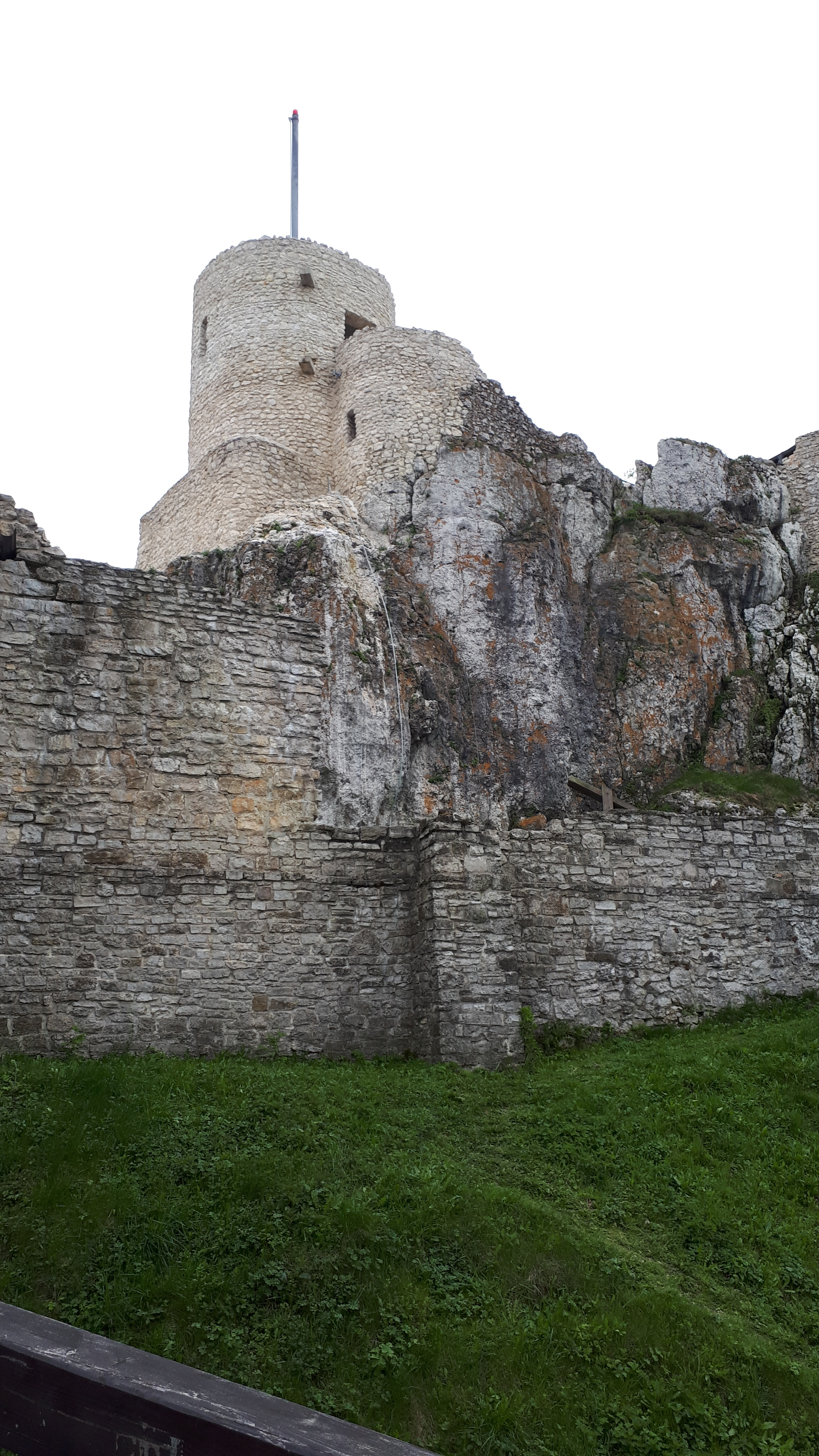
ZamekRabsztyn1